# Tell Umm el-‘Amr
Le site Tell Umm el-‘Amr est un site archéologique se trouvant sur la localité de Nuseirat (gouvernorat de Deir el-Balah, bande de Gaza). Le site regroupe des vestiges chrétiens et a été actif du IVe au VIIIe siècle. Le site se compose du monastère de Saint Hilarion (monastère du fondateur du monachisme chrétien palestinien Hilarion de Gaza), constitué d'édifices religieux (ex : église, cloître) et de toutes les dépendances nécessaires à la vie des moines (ex : salle diverse, dortoir), ainsi que d'un complexe hôtelier et de bains probablement utilisés par des pèlerins.

## Préservation et protection
En 2012, une demande de classement au patrimoine mondial de l'UNESCO a été transmise par l'état de Palestine.
En 2013, une levée de fonds a été lancée afin de pouvoir mener des fouilles sur le site et mettre en place des mesures de protection.
Le monastère de Saint Hilarion est l'élément culturel principal motivant la demande de classement du site Tell Umm el-‘Amr au patrimoine mondial de l'UNESCO,. Le site est inscrit au patrimoine mondial avec le statut de patrimoine mondial en péril par l'UNESCO en juillet 2024 en raison de la guerre à Gaza alors en cours depuis octobre 2023.